# HD5789
HD5789 — хімічно пекулярна зоря спектрального класу B9, що має видиму зоряну величину в смузі V приблизно  6,0.
Вона  розташована на відстані близько 420,3 світлових років від Сонця.

## Фізичні характеристики
Зоря HD5789 обертається 
дуже швидко 
навколо своєї осі. Проєкція її екваторіальної швидкості на промінь зору становить  Vsin(i)=249км/сек.